# Hiperinflação na República de Weimar

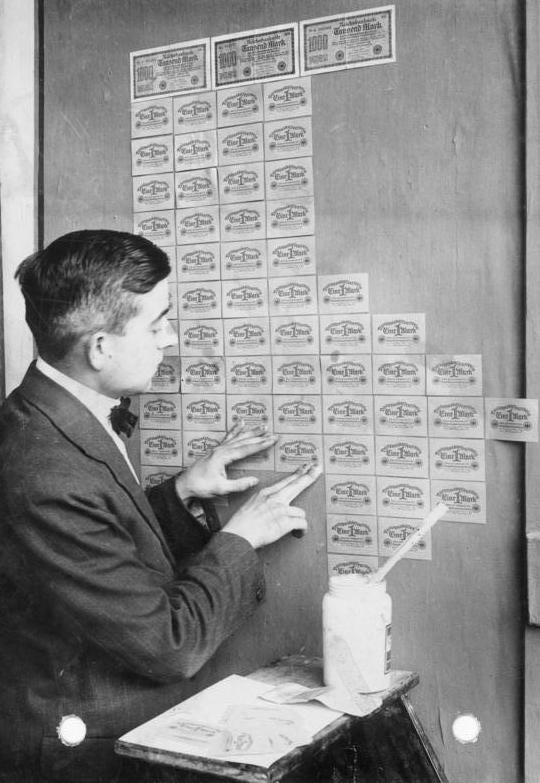
Estudante alemão mostra a desvalorização da moeda alemã em paralelo à Primeira Guerra Mundial.

O período da hiperinflação na República de Weimar aconteceu entre 1921 e 1923 que se identifica na Alemanha decorrente o período entreguerras. Desde os tempos da Primeira Guerra Mundial, o marco do ouro alemão, a moeda do Império Alemão havia sofrido uma grave perda de valor real e poder de compra, porque o governo alemão pediu um empréstimo ao banco central, e este simplesmente imprimiu dinheiro de papel, para satisfazer as suas necessidades decorrentes da guerra. A crise de hiperinflação afetou também a economia internacional, inclusive a Economia dos Estados Unidos na época.
Entre janeiro de 1922 e dezembro de 1923 a taxa acumulada de inflação ascendeu a um bilhão por cento. Em outubro de 1923 o aumento de preços chegou ao ápice, atingindo a taxa de 29,5 mil por cento ao mês, ou 20,9% ao dia.

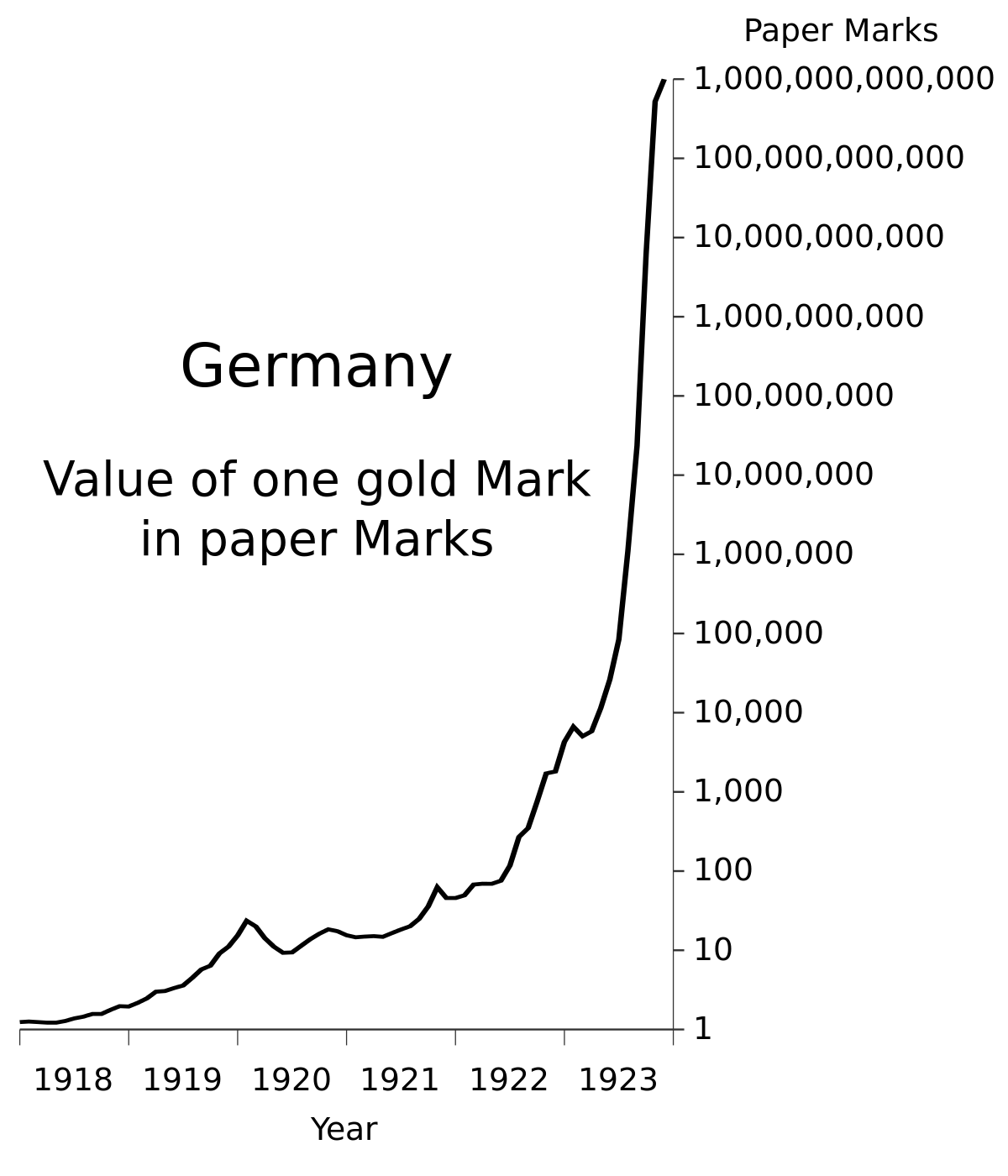
Gráfico logarítmico da hiperinflação alemã.